# Bauranoïta
La bauranoïta és un mineral de la classe dels òxids. S'anomena així perquè presenta bari i urani a la seva composició química.

## Classificació
Segons la classificació de Nickel-Strunz la bauranoïta pertany a «04.GB - Uranils hidròxids, amb cations addicionals (K, Ca, Ba, Pb, etc.); principalment amb poliedres pentagonals UO₂(O,OH)₅» juntament amb els següents minerals: agrinierita, compreignacita, rameauita, becquerelita, protasita, richetita, bil·lietita, calciouranoïta, metacalciouranoïta, fourmarierita, wölsendorfita, masuyita, metavandendriesscheïta, vandendriesscheïta, vandenbrandeïta, sayrita, curita, iriginita, uranosferita i holfertita.

## Característiques
La bauranoïta és un òxid de fórmula química Ba(UO₂)₂(OH)₆·1-2H₂O. La seva duresa a l'escala de Mohs és 5.

## Formació i jaciments
Sol formar-se com a mineral secundari reemplaçant uraninita. S'ha descrit en zones d'oxidació de dipòsits d'urani-molibdè reemplaçant també pechblenda (varietat d'uraninita) i uranofana. S'ha trobat associat a uraninita, uranofana, calciouranoïta, metacalciouranoïta i protasita.